# Aleksandra Misicka-Kęsik
Aleksandra Misicka-Kęsik – polska chemiczka, dr hab. nauk chemicznych, profesor Wydziału Chemii Uniwersytetu Warszawskiego, profesor nadzwyczajny Instytutu Medycyny Doświadczalnej i Klinicznej im. Mirosława Mossakowskiego Polskiej Akademii Nauk.

## Życiorys
17 grudnia 1980  obroniła pracę doktorską Badania nad syntezą peptydów z zastosowaniem aktywnych estrów o-hydroksyfenylowych, 20 stycznia 1999 habilitowała się na podstawie pracy zatytułowanej Zastosowanie metod chemii medycznej do opracowania nowych ligandów receptorów opioidowych typu delta. 26 lutego 2013 nadano jej tytuł profesora w zakresie nauk chemicznych. Została zatrudniona na stanowisku docenta w Instytucie Medycyny Doświadczalnej i Klinicznej im. Mirosława Mossakowskiego Polskiej Akademii Nauk.
Jest profesorem na Wydziale Chemii Uniwersytetu Warszawskiego, oraz profesorem nadzwyczajnym Instytutu Medycyny Doświadczalnej i Klinicznej im. Mirosława Mossakowskiego Polskiej Akademii Nauk.